# ATryn
ATryn er et antikoagulerings-antithrombin, der modvirker blodpropper. Det bliver fremstillet af mælken fra gensplejsede geder. ATryn er en eksakt kopi af et menneskeligt protein som visse personer ikke kan danne. Tidligere måtte proteinet udvindes fra donorblod, men en enkelt ged kan erstatte blodet fra 90.000 donorer.[kilde mangler]
| Varemærke | Spire Denne artikel om et varemærke er en spire som bør udbygges. Du er velkommen til at hjælpe Wikipedia ved at udvide den. |